# Tarquínio Lopes
Tarquínio Brasileiro Lopes (São Luís, 30 de junho de 1848 — 4 de novembro de 1911) foi um médico e político brasileiro.
Foi governador interino do Maranhão, de 4 a 14 de março de 1891.
Tarquínio Lopes descendia de duas importantes famílias estabelecidas no Maranhão; pelo pai, o comendador Luís José Joaquim Rodrigues Lopes, irmão do barão de Matoso, dos "Rodrigues Lopes"; pela mãe, d. Ana Francisca Coelho Lopes, dos "Coelho de Sousa", Tarquínio Brasileiro era casado com Rosa Laura Leite Lopes.
Tarquínio Brasileiro e Rosa Laura deram ao mundo prole numerosa: Olga Mercedes Leite Lopes (24.09.1881 - 22.08.1920), Tarquínio Lopes Filho (15-10-1885 - 09-06-1945), Vera Violeta Leite Lopes (10.07.1887 - 19--), Aída Leite Lopes (29.08.1889 - 24.06.1974), Luís Leite Lopes (11.11.1891 - 07.03.1952), Eduardo Leite Lopes (18.09.1892 - 20.03.1934)32, Zilda Leite Lopes (11.08.1894 - 19--), Ataliba Leite Lopes (04.08.1896 - 15.10.1963), Ana Leite Lopes (27.06.1900 - 26.07.1955) e José Leite Lopes (20.10.1904 - 27.07.1958).
1- Aída Leite Lopes nasceu 29.08.1889, em São Luis, MA, faleceu a 24.06.1974, no Rio de Janeiro. casou se com Hildebrando Newton de Barcellos teve 3 filhos. Matilde Lopes Barcellos, Cid Lopes Barcellos, Hilda Lopes Barcellos.  
1.1- Hilda Lopes Barcellos Nasc. a 09.10.1931, no Rio de Janeiro, RJ, Casou se em 1944, no Rio,RJ, Com Francisco Cândido Moraes, nasc. a 26.05.1925, nat. do Rio,RJ. teve 1 filho, Newton Barcellos de Moraes, nasc. a 26.09.1954, no Rio, RJ. Casou se a 28.05.1974, no Rio, RJ. com Sonia Teresinha Rocha Lima, nasc. a 09.04.1956, RJ. Teve 1 filho: Newton Barcellos de Moraes Junior, nasc a 06.11.1974, em Brasilia, DF. Se divorciou-se em 1 ano. Em segundo casamento com Francisca Fernandes Bezerra, nasc. 15.04.1963, teve 3 filhos: Francisco Candido de Moraes Neto, nasc. 01.05.1990, RJ. Arthur Fernandes Barcellos de Moraes, nasc. 12.12.1995, RJ. Maria Luisa Fernandes Barcellos de Moraes, nasc. 12.12.2005, RJ. descendentes desde então. 1.2- Matilde Lopes Barcellos, nasc. a 18.07.1920, no Rio, RJ. Contraiu núpcias a 09.11.1966, no Rio, RJ. com Mário da Silva Brito, nasc. a 14.09.1916, nat. de Dois Córregos, SP. 1.3- Cid Lopes Barcellos, nasc. a 22.07.1929, no Rio, RJ, casou-se a 26.09.1953, no Rio, RJ, com Arlete Guimarães, nasc. a 10.02.1929, nat. do Rio, RJ. Teve 1 filha: Sonia Guimarães Barcellos, nasc. a 09.04.1956, no Rio, RJ. 
2- Luiz Leite Lopes (Lulu), nasc. a 11.11.1891, em São Luís, MA, Formou se em Medicina pela Faculdade Nacional do Rio de Janeiro, pouco depois de casado foi residir na cidade de Ribeirão Preto, SP, cidade então pequena embora próspera, onde havia falta de médicos mais do que nos grandes centros. Queria dar sua colaboração na profissão que abraçara. Foi, de fato, um grande médico, muito conhecido e solicitado. Foi, além disso, pioneiro da aviação comercial, tendo dado grande impulso ao transporte aéreo nesse interior paulista. O aeroporto de Ribeirão Preto, perpetuando-lhe a memória, leva hoje o seu nome. Faleceu em Ribeirão Preto, SP, a 7.03.1952. Casou se a 16.12.1916, no Rio, RJ, com Elvira Magalhães de Assis, filha de Raymundo Firmino de Assis e de Zila Magalhães de Assis nasc. a 18.04.1895, nat. do Rio, RJ, descendente porém de familias maranhenses. Faleceu ela em Ribeirão Preto, SP, a 04.12.1946, portanto antes do marido. A morte em desastre aéreo de seu filho Mário, estudante de Direito, em plena flor da idade, abalou profundamente a saúde tanto de um como de outro dos progenitores. Teve 4 filhos Luiz Tarquinio Assis Lopes nasc. a 10.12.1917, Mário Assis Lopes nasc. 06.10.1919, Arthur Assis Lopes nasc. 11.07.1920, Vera Assis Lopes nasc. 04.07.1922.
3- Tarquinio Lopes Filho, nasc a 15.10.1885, em São Luís, MA. Formado pela Faculdade de Medicina do Rio de Janeiro. Médico cirurgião bem conhecido e afamado em sua época, e também politico muito combativo e influente, faleceu a 10.06.1945, no Rio, RJ. Casou se a 10.07.1909, em Niterói, RJ. com Leonor Xavier, nasc. a 19.08.1886, na fortaleza Santa Cruz, em Niterói, RJ. Teve 2 filhos: Tarquinio Leite Lopes, nasc a 29.05.1910, em São Luís, MA. Faleceu aos 8 meses de idade. Segundo filho, Tarquinio José Leite Lopes, nasc a 02.01.1912, em São Luís, MA, Formou-se em Medicina pela Faculdade de Medicina de Belém, PA. Professor de elocução e de canto, Solteiro.
4- Olga Mercedes Leite Lopes, nasc. a 24.09.1881, em São Luís, MA. Faleceu solteira a 22.08.1920, no Rio de Janeiro, RJ.
5- Vera Violeta Leite Lopes, nasc. a 10.07.1887, em São Luís, MA, casou-se em 1916. no Rio, RJ. com Godofredo de Souza Meirelles, nasc. a 09.11.1892, nat. de Ribeirão Preto, SP, Fazendeiro no municipio de Franca, SP. Ela faleceu em Franca, SP, na gripe denominada "espanhola.", e esta sepultada no cemitério municipal da mesma cidade. Teve 1 filho: Hely Lopes Meirelles, nasc. a 05.09.1917, em Ribeirão Preto, SP. Bacharel em Direito. Exerceu a Magistratura no Estado de São Paulo, tendo sido Juiz em diversas comarcas. Ocupou quatro pastas de Secretaria de Estado no governo Abreu Sodré, casou-se a 15.03.1945, em São Paulo, SP, com Consuelo Mello Reis Celidônio, nasc. a 22.04.1924, nat. de Guaratinguetá, SP. Teve 4 filhos: Veralice Celidonio Meirelles, nasc. a 14.02.1946, em São Paulo, SP, José Augusto Celidonio Meirelles, nasc. a 30.03.1947, Flávio Celidonio Meirelles, nasc. a 09.10.1958, em São Carlos do Pinhal, SP.
6- Eduardo Leite Lopes, nasc. a 18.09.1892, em São Luís, MA. Formado em Farmácia pela Faculdade Nacional do Rio de Janeiro faleceu solteiro em 1935 no Rio, RJ.
7- Zilda Leite Lopes, nasc. a 11.08.1894, em São Luís, MA. Casou-se a 08.12.1916, no Rio, RJ. com Eloy Baptista de Mello, nasc. a 22.04.1897, nat de Eloy Mendes, MG. Teve 2 filhos: Eloy Tarquinio Lopes de Mello, nasc. a 23.10.1919, no Rio de Janeiro, RJ, Olga Lopes de Mello, nasc. a 28.03.1921, no Rio, RJ.
8- Ataliba Leite Lopes, nasc. a 04.08.1896, em São Luís, MA. casou-se em Fortaleza, CE, com Antonieta Abreu, nasc. a 01.06.1904, nat. de Fortaleza, CE. ele faleceu a 15.10.1963, e ela a 03.06.1962, ambos no Rio, RJ.

## Cronologia.[4]
- 30 de junho de 1848 – Nasce em São Luís do Maranhão, filho do comendador Luís José Joaquim Rodrigues Lopes e de Ana Francisca Coelho Lopes, representantes das influentes famílias “Rodrigues Lopes” e “Coelho de Sousa”.
- Final da década de 1860 – Conclui os estudos em Medicina e estabelece consultório em São Luís, dedicando-se ao atendimento da população local.
- Década de 1880 – Inicia participação na vida pública maranhense, apoiando projetos de modernização da infraestrutura sanitária da capital.
- Data não documentada – Casa-se com Rosa Laura Leite Lopes, ampliando suas conexões políticas e sociais em São Luís.
- 4 de março de 1891 – Assume como governador interino do Maranhão, nomeado pelo governo federal para regularização do poder após renúncia de José Viana Vaz.[5]
- 4 de março de 1891 – Deixa o cargo, passando o governo ao titular Lourenço de Sá e Albuquerque.
- 4 de novembro de 1911 – Falece no Rio de Janeiro, aos 63 anos; é sepultado no Cemitério São João Batista, com presença de autoridades federais e estaduais em sua homenagem.[6]